# Nectophrynoides poyntoni
Nectophrynoides poyntoni es una especie de anfibios de la familia Bufonidae.
Es endémica de Tanzania. Se encuentra en peligro crítico de extinción debido a la pérdida de su hábitat natural. 